# Radschlepper Ost
Der Radschlepper Ost, auch bekannt als Škoda RSO oder Porsche 175, war eine schwere deutsche Artilleriezugmaschine mit Allradantrieb, die im Zweiten Weltkrieg von der Wehrmacht eingesetzt wurde.
Das Kürzel RSO wird auch für den Raupenschlepper Ost genutzt, was gelegentlich zu Verwechslungen führt.

## Vorgeschichte
In der früheren Vorgeschichte des Radschlepper Ost sind Vorgänger mit hoher Traktorbereifung bekannt, die teilweise übermannshoch waren. Vor und im Ersten Weltkrieg wurden dazu Fahrzeuge eingesetzt, wie sie auch aus der Landwirtschaft oder auch als Landwehr-Train bekannt waren. Da die Fahrzeuge meist im Hinterland von Kampfzonen eingesetzt wurden, wurden sie nur in seltenen Fällen gepanzert ausgeführt. Selbst Kabinen, wie sie beim RSO gebaut wurden, hatten die meisten Modelle nicht. Hohe Traktorbereifungen auf beiden Achsen waren vor und nach dem RSO eher selten bei Artilleriezugmaschinen. Straßenschlepper hatten meist kleinere Räder. Nachfolgend eine Bildauswahl von ähnlichen Fahrzeugen.

Berna-Artilleriezugmaschine, 1916
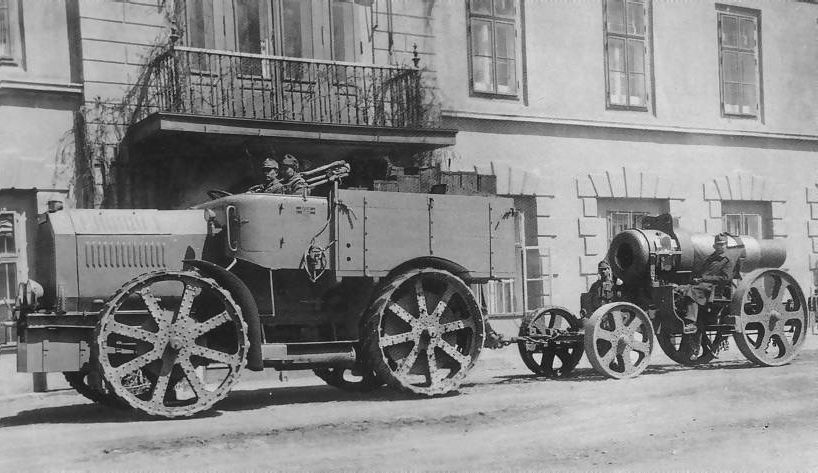
Austro-Daimler-Artilleriezugmaschine, 1917
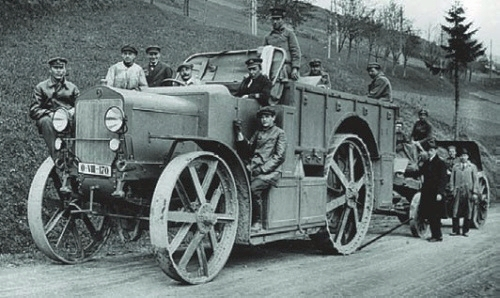
Škoda-Artilleriezugmaschine, 1920
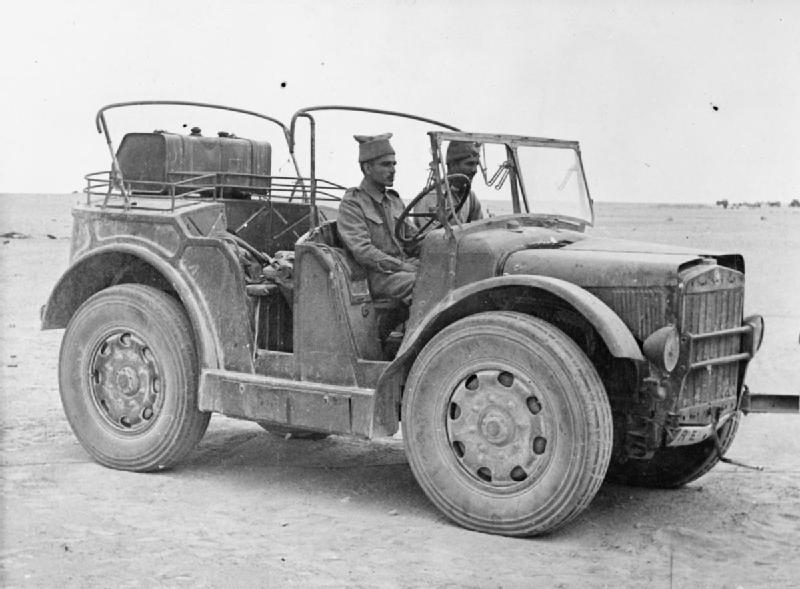
Fiat-SPA-TL37-Artilleriezugmaschine, 1938
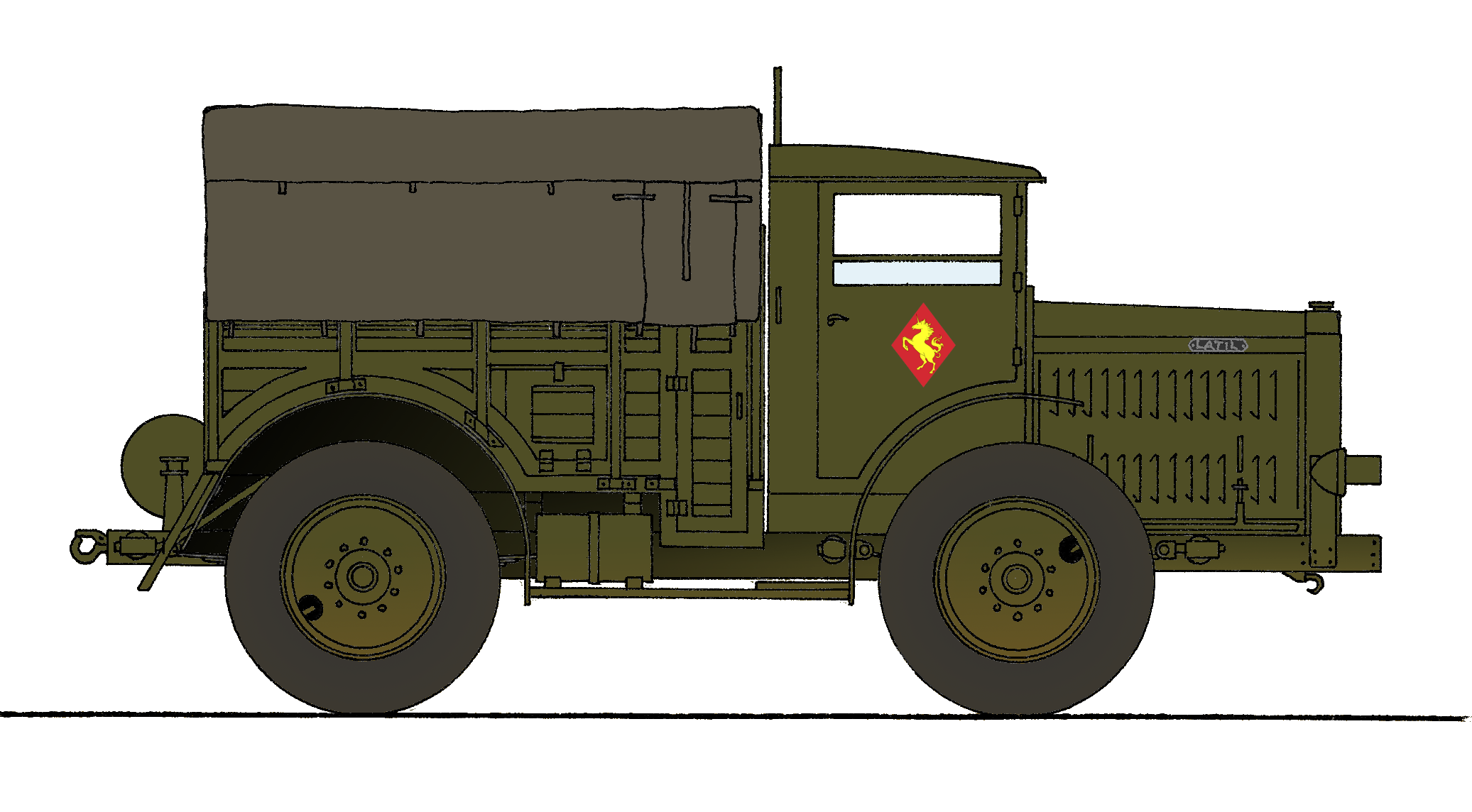
Latil-Artilleriezugmaschine TAR H2 (ca. 1940)

Der Kriegswinter 1941/42 zeigte der deutschen Wehrmacht ein großes logistisches Problem auf. So gut wie sich die primären Zugfahrzeuge der Wehrmacht, die Halbkettenfahrzeuge mit Schachtellaufwerken, bei den vorherigen Auseinandersetzungen bewährt hatten, so ungünstig erwiesen sich die komplexen Fahrwerke während der Schlechtwetter- und Frostphasen des osteuropäischen Kriegsschauplatzes. In einer Besprechung am 29. November 1941 forderte Hitler in Kenntnis der problematischen logistischen Situation, die massenhafte Fertigung von Zugmaschinen einfachster Bauart. Die zu dieser Zeit überwiegend mit bespannten Einheiten agierende Wehrmacht, verlor in diesem Winter extrem viele Pferde und so mangelte es allerorts an Zugfahrzeugen.

## Entwicklung
Die Abteilung WaPrüf 6 des Heereswaffenamtes, die für Fahrzeuge zuständig war, beauftragte Ende 1941 das Unternehmen Steyr-Daimler-Puch AG mit der Entwicklung eines Radschleppers für die Ostfront. Für die zügige Entwicklungsarbeit wurde zusätzlich das Büro der Dr.-Ing. h.c. F. Porsche KG beauftragt. Im Januar 1942 konnte Steyr dann einen ersten Entwurf zum gewünschten Fahrzeug vorlegen. Hierbei war als simpler Lösungsansatz ein Lastkraftwagen der 1,5t-Klasse mit übergroßen Stahlrädern versehen und die Ladefläche hochgesetzt worden. Die Hinterachse wurde um 5 cm nach hinten versetzt. Der Entwurf entsprach jedoch nicht den Vorstellungen Hitlers, der ausdrücklich einen Radschlepper vergleichbar der Fahrzeuge des Weltkrieges forderte. Der Entwurf von Direktor Dipl.-Ing. Hacker von den Steyr-Werken sollte gemäß einer Stellungnahme von Hitler im April 1942 nochmals überarbeitet werden. Dabei wurden als Grundanforderungen Hochbockigkeit der Räder, ein Allradantrieb und ein luftgekühlter Motor festgelegt. Wichtig war Hitler, dass das Fahrzeug für den Winter 1942/43 verfügbar sein würde. Federung der Räder, Höchstgeschwindigkeit und Größe der Ladefläche dürften vernachlässigt werden. Das Büro von Ferdinand Porsche lieferte nun einen Entwurf, den Typ 175, der die gewünschten Merkmale aufwies. Parallel wurde die französische Firma Latil mit der Entwicklung beziehungsweise Fertigung eines vergleichbaren Fahrzeugs, basierend auf den für die französische Armee vor dem Waffenstillstand gebauten Radschleppern vom Typ T.A.R.H., beauftragt.
Im Mai 1942 wurde der französische und der deutsche Entwurf Hitler präsentiert. Hitler forderte eine weitere Erhöhung der Bodenfreiheit durch größere Räder. Im Werk Waffenunion Škoda-Brünn GmbH hatte man inzwischen mit der Umsetzung der Entwurfszeichnungen von Porsche begonnen und bis zum Jahresende 1942 war zumindest ein erstes Fahrzeug für eine Vorführung am 4. Januar 1943 fertiggestellt worden.

## Konstruktion
Das Entwurfsteam von Porsche wählte für das Fahrzeug eine wahlweise Motorisierung mit einem luftgekühlten Porsche-Reihen-Vierzylinder-Ottomotor, der mit Bauteilen des Tiger-Motors Porsche Typ 100 der Wiener Firma Simmering-Graz-Pauker AG entwickelt wurde, und einen alternativen Dieselmotor. Eingeführt wurde nur der Benzinmotor, dessen abnehmbare Zylinderköpfe viele Kühlrippen aufwiesen. Mit 6023 cm³ Hubraum erreichte der Motor bei 2100 Umdrehungen eine Leistung von 90 PS. Aus dem hinter dem Fahrerhaus querliegenden 250-Liter-Tank wurde der Kraftstoff mit einer Pumpe zum Vergaser vom Typ SOLEX 48 FNVP gepumpt. An der Vorderseite des Motors war ein „Hilfsmotor“ in Form eines Zweizylinder-Viertakters montiert, den man aus einem Volkswagen-Motor entwickelt hatte. Dieser diente als Anlasser und wärmte das Saugrohr, die Zylinder, das Motoröl des Hauptmotors und konnte auch das Fahrerhaus heizen. Das Fahrzeug verfügte über zwei Kupplungen, eine Turbokupplung für die weiche Schaltung, die jedoch im längeren Betrieb überhitzen konnte und eine trockene Einscheibenkupplung.
Das Sechsganggetriebe, fünf Vorwärts- und ein Rückwärtsgang, diente auch als Antrieb für die unter der Ladefläche verbaute Seilwinde. Diese endete oberhalb des Schleppkupplungsmauls am Fahrzeugheck und hatte eine Zugkraft von fünf Tonnen. Um ein Wegrutschen des Fahrzeugs beim Einsatz der Winde zu verhindern und das Fahrzeug an steilen Hängen gegen ein Zurückrollen zu sichern, konnte eine „Berg“-Stütze mit Erdsporn vom Fahrersitz aus abgelassen werden. Eine mechanische Fuß- und Handbremse wirkte auf alle vier Räder. Die Federung der 1,5 m breiten Eisenräder wurde mittels Blattfedern gewährleistet. Die Lauffläche mit Stollen, an die Greifer montiert werden konnten, war vorne 30 cm und hinten 40 cm breit. Der Radstand betrug 3000 mm und die Spurweite vorne 1720 mm und hinten 1820 mm. Bei einer Nutzlast von vier Tonnen ergab sich ein maximales Gesamtgewicht von 12 Tonnen.
Das Fahrerhaus war für 3 Mann ausgelegt und auf der Ladefläche konnten im Sanitätseinsatz 8 Tragbahren transportiert werden. Es gibt Fotografien, die drei verschiedene Radtypen auf dem Fahrzeug belegen, Stahlräder, Stahlräder mit Bohrungen und Stahlspeichenräder.

## Produktion
Die Waffenunion Škoda-Brünn GmbH, eine Tochtergesellschaft der Reichswerke Hermann Göring, in Jungbunzlau im Protektorat Böhmen und Mähren produziert die Radschlepper OST. Neben den gefertigten Prototypen (möglicherweise 6 Stück) wurde im Januar 1943 Skoda ein Auftrag über eine 0-Serie von 200 Fahrzeugen erteilt. Am 11. April 1943 befahl Hitler die weitere Fertigung von Latil und Porsche Radschleppern zu beenden. Deshalb wurde der ursprüngliche Auftrag auf 100 Fahrzeuge reduziert. Diese wurden dann gefertigt.

## Einsatz
Die weitere Erprobung der Fahrzeuge brachte zum Vorschein, dass die Radkonstruktion auf gefrorenen und verschneiten Böden, doch auch auf befestigten Wegen eine ungenügende Zugleistung verursachte. An einen Einsatz an der Ostfront war bei diesem Fahrzeug deshalb nicht mehr zu denken. Dies war insbesondere bei einer Vergleichsfahrt, bei der Hitler persönlich anwesend war, erkannt worden. Die Halbkettenfahrzeuge vom Typ Maultier hatten sich hierbei als deutlich überlegen erwiesen und erhielten deshalb die Zuweisungen des für die Fertigung der Radschlepper OST vorgesehenen Rohstoffe.
Die Fahrzeuge der Nullserie, die nun zur Verfügung standen, wurden an Besatzungseinheiten in Frankreich und in den Niederlanden ausgegeben.
Im Vorfeld der Ardennenoffensive erinnerte sich Hitler an dieses Fahrzeug und befahl, dass 50 der damals produzierten Fahrzeuge als Ersatzzugmittel für Sonderzwecke freigemacht werden sollten, so dass diese im Rahmen der Volksgrenadierdivisionen noch in einer Offensive zum Einsatz kamen.

## Letzter Schlepper
Ein Radschlepper, welcher nicht den alliierten Streitkräften in die Hände fallen sollte, war auf dem Stuttgarter Firmengelände von Porsche in Zuffenhausen 1945 in einem Feuerlöschteich versenkt worden. Bei Arbeiten im April 1960 wurde er dort wiederentdeckt. Diese Geschichte ist mit Fotografien belegt. Leider erkannte man seinerzeit den möglichen historischen Wert dieses Bodenfundes nicht und führte diesen der Verschrottung zu. Damit hat kein Radschlepper Ost den Krieg oder die Nachkriegszeit überstanden – sämtliche RSOs wurden entweder zerstört oder verschrottet.